# TV Nativa (Imperatriz)
TV Nativa é uma emissora de televisão brasileira sediada em Imperatriz, cidade do estado do Maranhão. Opera no canal 13 (36 UHF digital) e é afiliada à Record. Pertence ao Sistema Nativa de Comunicação, do qual também faz parte a Nativa FM.

## História
A emissora foi fundada em 1981, como TV Karajás, por Raimundo Cabeludo em sociedade com os empresários Osvaldo Nascimento, J. Nascimento e Francisco Ramos. Inicialmente afiliada ao SBT, trocou de afiliação com a TV Curimã em 1989 e migrou para a Rede Manchete.
Em 1991, a TV Karajás muda o seu nome para TV Nativa, em referência a rádio do mesmo grupo fundada em 1989. Com o fim da Manchete em 1999 e o surgimento da RedeTV! no mesmo ano, tornou-se uma das primeiras afiliadas da nova rede. Em 2 de dezembro de 2000, tornou-se afiliada à Rede Record, que deixou sua então afiliada TV Capital após problemas de ordem política, algo similar ao que aconteceu em São Luís meses antes, entre a TV Cidade e a TV São Luís.

## Sinal digital
| Canal virtual | Canal digital | Resolução de tela | Programação                                   |
| ------------- | ------------- | ----------------- | --------------------------------------------- |
| 13.1          | 36 UHF        | 1080i             | Programação principal da TV Nativa / RecordTV |

A emissora iniciou suas transmissões digitais em caráter experimental em 14 de novembro de 2017, através do canal 36 UHF, transmitindo apenas a programação da RecordTV.
Transição para o sinal digital
Com base no decreto federal de transição das emissoras de TV brasileiras do sinal analógico para o digital, a TV Nativa, bem como as outras emissoras de Imperatriz, cessou suas transmissões pelo canal 13 VHF em 5 de dezembro de 2018, seguindo o cronograma oficial da ANATEL.

## Programas
- Nativa News (em cadeia com a Nativa FM)
- Balanço Geral MA Imperatriz
- Cidade Alerta Maranhão
- Ponto de Vista